# Nikolaj Grigor'evič Špikovskij
Nikolaj Grigor'evič Špikovskij, in ucraino: Микола Григорович Шпиковський (Kiev, 23 agosto 1897 – Mosca, 3 dicembre 1977), è stato un regista cinematografico ucraino naturalizzato sovietico.

## Filmografia (parziale)

### Regista
- La febbre degli scacchi, coregista con Vsevolod Pudovkin (1925)
- Čaška čaja (1927)
- Škurnik (1929)[1]
- Troe s odnoj ulicy (1936)